# Liopholidophis
Liopholidophis är ett släkte av ormar. Liopholidophis ingår enligt Catalogue of Life i familjen snokar och enligt The Reptile Database i familjen Pseudoxyrhophiidae. 
Arterna är med en längd över 150 cm stora och smala ormar. De förekommer på Madagaskar och lever i olika habitat som träskmarker och torra skogar. Släktmedlemmarna har främst grodor som föda. Honor lägger ägg.
Arter enligt Catalogue of Life:
- Liopholidophis dimorphus
- Liopholidophis dolicocercus
- Liopholidophis grandidieri
- Liopholidophis rhadinaea
- Liopholidophis sexlineatus
- Liopholidophis varius

The Reptile Database listar dessutom:
- Liopholidophis baderi
- Liopholidophis oligolepis